# ضياء الدين يوسفزي
ضیاء الدین یوسفزي (مواليد 1969) هو دبلوماسي باكستاني اشتُهر بأنه والِد الناشطة ملالا يوسفزي الحائزة على جائزة نوبل للسلام، حيث تعرضت وهي طفلة لإطلاق نار من قِبل تنظيم طالبان بسبب دفاعها عن حقوق تعليم الأطفال. ويشغل حالياً منصِّب مستشار خاص للأمم المتحدة معني بالتعليم العالمي. وهو أيضاً مستشار تعليم في المفوضية العليا الباكستانية في برمنغهام.

## حياته
ولادة ضياء الدين غير معروفة بالضبط، لأن العديد من البشتون لا يعرفون في أي وقت ولدوا. كان هو والده روح أمين يوسفزي خطيباً، كما كان يملك مدرسة وناشط تعليمي، قام بتشغيل سلسلة من المدارس المعروفة باسم مدرسة خوشال العامة، والتي سُميت على اسم شاعر البشتون الشهير خوشحال خان ختك. فضلاً عن كونه عضواً في النادي الروتاري في وادي سوات.
وكان ضياء الدين معارضاً لحركة طالبان في وادي سوات، حيث شكل لجنة سلام في الوادي للوقوف أمام عسكرته.

## روابط خارجية
- ضياء الدين يوسفزي على موقع IMDb (الإنجليزية)
- ضياء الدين يوسفزي على موقع قاعدة بيانات الفيلم (الإنجليزية)